# Zámeček rodiny Kubínyi
Zámeček rodiny Kubínyi nebo Zámeček rodiny Lónyay je renesanční zámeček ze 16. století nacházející se v obci Vlachy v okrese Liptovský Mikuláš. Zámeček byl několikrát rekonstruován a rozšiřován, poslední rekonstrukce proběhla v letech 1957 až 1958. Budova má obdélníkový půdorys, dvě patra a jednu baštu nacházející se na rohu budovy. Kolem zámečku jsou i zbytky ostatních hospodářských budov, ale jediná, která se zachovala, je sýpka.
Zámeček je v současnosti národní kulturní památkou Slovenské republiky.